# Arrien-en-Bethmale
Arrien-en-Bethmale är en kommun i departementet Ariège i regionen Occitanien i södra Frankrike. Kommunen ligger  i kantonen Castillon-en-Couserans som ligger i arrondissementet Saint-Girons. År 2022 hade Arrien-en-Bethmale 123 invånare.

## Befolkningsutveckling
Antalet invånare i kommunen Arrien-en-Bethmale
Referens: INSEE